# Fabrizio Bajec
Fabrizio Bajec est un poète, écrivain, dramaturge et traducteur franco-italien, né en 1975 à Tunis.
Œuvres principales
- Entrer dans le vide, 2012.
- Loin de Dieu, près de toi, 2013.
- Rage, 2017.
- La collaboration, 2018.

## Biographie
Enfant, il vit au Caire jusqu’à l’âge de 5 ans, puis s’installe à Rome avec sa famille,.
La seconde partie de son enfance et son adolescence se déroulent dans une petite ville de campagne, dans la province de Viterbe, où il poursuivra ses études à la faculté de Langues et littératures étrangères, avec un mémoire de maîtrise sur le poète belge William Cliff et une thèse sur la révision du genre autobiographique en France au XXe siècle.
Il collabore avec des notes de lectures et essais aux pages de critique d’une revue littéraire annuelle, « l’Annuario di poesia contemporanea », dirigé par le poète Giorgio Manacorda.
Il fait paraître ses poèmes dans plusieurs revues et anthologies, publie en 2004 son premier cycle poétique dans le « Huitième Cahier de poésie italienne » (éditions Marcos y Marcos) dirigé par Franco Buffoni.
Entre 2006 et 2007, il vit et travaille à Rome, où il écrit un scénario de film et commence à s’intéresser au théâtre et à voir montées certaines de ses pièces : Aiuto (2005), Ouverture (2006), Rosario (2007), Electre (2007).
Il quitte l’Italie en juin 2008 et s’établit à Paris où il écrira en français ses premiers recueils de poèmes. Suivront une pièce de théâtre, Rage, mise en espace au Théâtre national Wallonie-Bruxelles en 2009 et publiée en 2017, un troisième recueil en français, La collaboration (2018), et un roman en italien, Transizione (2020).
En tant que traducteur vers l’italien il s’entraîne sur des textes de dramaturges francophones comme Christophe Pellet (Eric von Stroheim), Jean-Marie Piemme (L’indicible ; Eva Gloria, Léa) et anglophones, Adam Rapp (Nocturne), bénéficie d’une bourse de la communauté française de Belgique, pour une résidence à la Chartreuse de Villeneuve-lès-Avignon (2008), puis réalise trois anthologies de la poésie du belge William Cliff, dont la troisième lui vaut le prix Città di Trento Oltre le mura (2017).
Il a condensé ses réflexions sur la pratique de l’auto-traduction comme processus génératif dans un essai destiné à la revue universitaire « Transalpina » de l'Université de Caen.
Ses poèmes sont traduits en espagnol, portugais et suédois.
Plusieurs de ses ouvrages ont fait l'objet de notes de lecture en diverses langues,,,,.
Par ailleurs, il reçoit en mai 2023 la transmission du Dharma du Bouddhisme Zen Sôtô des mains du maître Bernard Senryû Deverrière, dans la lignée de Gudô Wafu Nishijima.

## Publications

### Poésie
- Corpo nemico, Huitième Cahier de poésie italienne, Éditions Marcos y Marcos (Milan), 2004
- Gli ultimi, Éditions Transeuropa, 2009
- Entrare nel vuoto, Con-fine, 2011
- Entrer dans le vide, Éditions du Fram (Liège), 2012
- Loin de Dieu, près de toi, Éditions de l’Âge d’homme (Lausanne), 2013
- La cura, Éditions Fermenti (Rome), 2015
- La collaboration, Éditions tituli (Paris), 2018
- La collaborazione, Éditions Marcos y Marcos (Milan), 2018
- Sogni e risvegli, Amos (collection A 27), 2021
- Tanka pour les quatre saisons [extraits], dans margelles, n° 12, hiver 2022, p. 87-91
- Vaste ciel, dans Phœnix, n° 38, hiver 2022, p. 52-56
- Tanka per le quattro stagioni (e altre poesie brevi), Éditions Vydia edizioni d'arte, 2025

### Pièce de théâtre
- Rage, Éditions tituli (Paris), 2017

### Roman
- Transizione, Unicopli (Milan), 2020

### Essais
- Sur l’auto-traduction, dans la revue Transalpina, Université de Caen 2015
- Le Moine et l'Enfant, Éditions Synchronique, 2024
- Le Point zéro (un zen radical), Éditions L'originel-Accarias, 2024

### Traductions
- William Cliff, Il pane quotidiano, Éditions Marco Valerio (Torino), 2008
- William Cliff, Poesie scelte, Fondazione Piazzolla/Fermenti (Rome), 2015
- William Cliff, Materia chiusa, Éditions Élliot (Rome) 2020